# Elecciones municipales de 2019 en Humanes de Madrid
Las elecciones municipales de 2019 se celebraron en Humanes de Madrid el domingo 26 de mayo, de acuerdo con el Real Decreto de convocatoria de elecciones locales en España dispuesto el 1 de abril de 2019 y publicado en el Boletín Oficial del Estado el día 2 de abril. Se eligieron los 17 concejales del pleno del Ayuntamiento de Humanes de Madrid, a través de un sistema proporcional (método d'Hondt), con listas cerradas y un umbral electoral del 5 %.

## Resultados
Tras las elecciones, el PP fue el vencedor manteniendo los 8 escaños que ya consiguió en la anterior legislatura, el PSOE fue a su manera otro ganador al pasar de 2 a 5 escaños, Cs fue la tercera fuerza en el consistorio al obtener 2 escaños, manteniendo los ya que tenía en la anterior legislatura; a su vez Podemos y Vox entraron por primera vez al consistorio con 1 escaño cada uno. A su vez, la confluencia Ganar Humanes fue la gran vencida al perder todos sus escaños de la anterior legislatura.
| Candidatura                                       | Candidatura                                       | Candidato                       | Votos  | %                                       | Escaños                                 |
| ------------------------------------------------- | ------------------------------------------------- | ------------------------------- | ------ | --------------------------------------- | --------------------------------------- |
|                                                   | Partido Popular (PP)                              | José Antonio Sánchez Rodríguez  | 3123   | 37,97                                   | 8                                       |
|                                                   | Partido Socialista Obrero Español (PSOE)          | Isidro Navalón López de la Rica | 2160   | 26,26                                   | 5                                       |
|                                                   | Ciudadanos-Partido de la Ciudadanía (Cs)          | Martín Alonso Mannens           | 971    | 11,81                                   | 2                                       |
|                                                   | Podemos (Podemos)                                 | José Roberto Murillo Madrigal   | 557    | 6,77                                    | 1                                       |
|                                                   | Vox                                               | Héctor Andrés Barreto Basgall   | 470    | 5,71                                    | 1                                       |
| Izquierda Unida-Madrid en Pie (IU-Madrid en Pie)  | Izquierda Unida-Madrid en Pie (IU-Madrid en Pie)  | Víctor Manuel Pozo Rosa         | 366    | 4,45                                    | 0                                       |
| Ganar Humanes (GH)                                | Ganar Humanes (GH)                                | Daniel González Hervías         | 243    | 2,95                                    | 0                                       |
| Contigo Somos Democracia (Contigo)                | Contigo Somos Democracia (Contigo)                | Pedro Luis Hernández Giménez    | 235    | 2,86                                    | 0                                       |
| Actúa-La Izquierda Hoy-Los Verdes (PACT-LIH-GMLV) | Actúa-La Izquierda Hoy-Los Verdes (PACT-LIH-GMLV) | Macarena Naranjo Agraz          | 37     | 0,45                                    | 0                                       |
| Votos en blanco                                   | Votos en blanco                                   | Votos en blanco                 | 63     | 0,77                                    | n/a                                     |
| Votos válidos                                     | Votos válidos                                     | Votos válidos                   | 8.162  | 100,00                                  | 17                                      |
| Votos nulos                                       | Votos nulos                                       | Votos nulos                     | 90     | Participación: · \| \| 63.52 % \| 4,66% | Participación: · \| \| 63.52 % \| 4,66% |
| Votantes                                          | Votantes                                          | Votantes                        | 8.315  | Participación: · \| \| 63.52 % \| 4,66% | Participación: · \| \| 63.52 % \| 4,66% |
| Electores                                         | Electores                                         | Electores                       | 13.090 | Participación: · \| \| 63.52 % \| 4,66% | Participación: · \| \| 63.52 % \| 4,66% |
|                                                   | 63.52 %                                           |                                 |        |                                         |                                         |

## Concejales electos
| N.º | Nombre                            | Lista | Lista   |
| --- | --------------------------------- | ----- | ------- |
| 1   | José Antonio Sánchez Rodríguez    |       | PP      |
| 2   | Isidro Navalón López de la Rica   |       | PSOE    |
| 3   | Rosario Pérez García              |       | PP      |
| 4   | Eva López Palacios                |       | PSOE    |
| 5   | Óscar Lalanne Martínez de la Casa |       | PP      |
| 6   | Martín Alonso Mannens             |       | Cs      |
| 7   | Rubén García González             |       | PP      |
| 8   | Raúl Fernández Hernández          |       | PSOE    |
| 9   | María de la Paloma López Martín   |       | PP      |
| 10  | José Roberto Murillo Madrigal     |       | Podemos |
| 11  | Milagros del Pino Suela           |       | PSOE    |
| 12  | José Carlos Vargas Delgado        |       | PP      |
| 13  | Sheila Tebar Ramos                |       | Cs      |
| 14  | Héctor Andrés Barreto Basgall     |       | Vox     |
| 15  | Alberto Cuenca Serrano            |       | PP      |
| 16  | Miguel Ángel González Rodríguez   |       | PSOE    |
| 17  | María Luisa de Paz Gómez          |       | PP      |